# ネリス試験訓練場
座標: 北緯37度29分56秒 西経116度37分02秒 / 北緯37.49889度 西経116.61722度

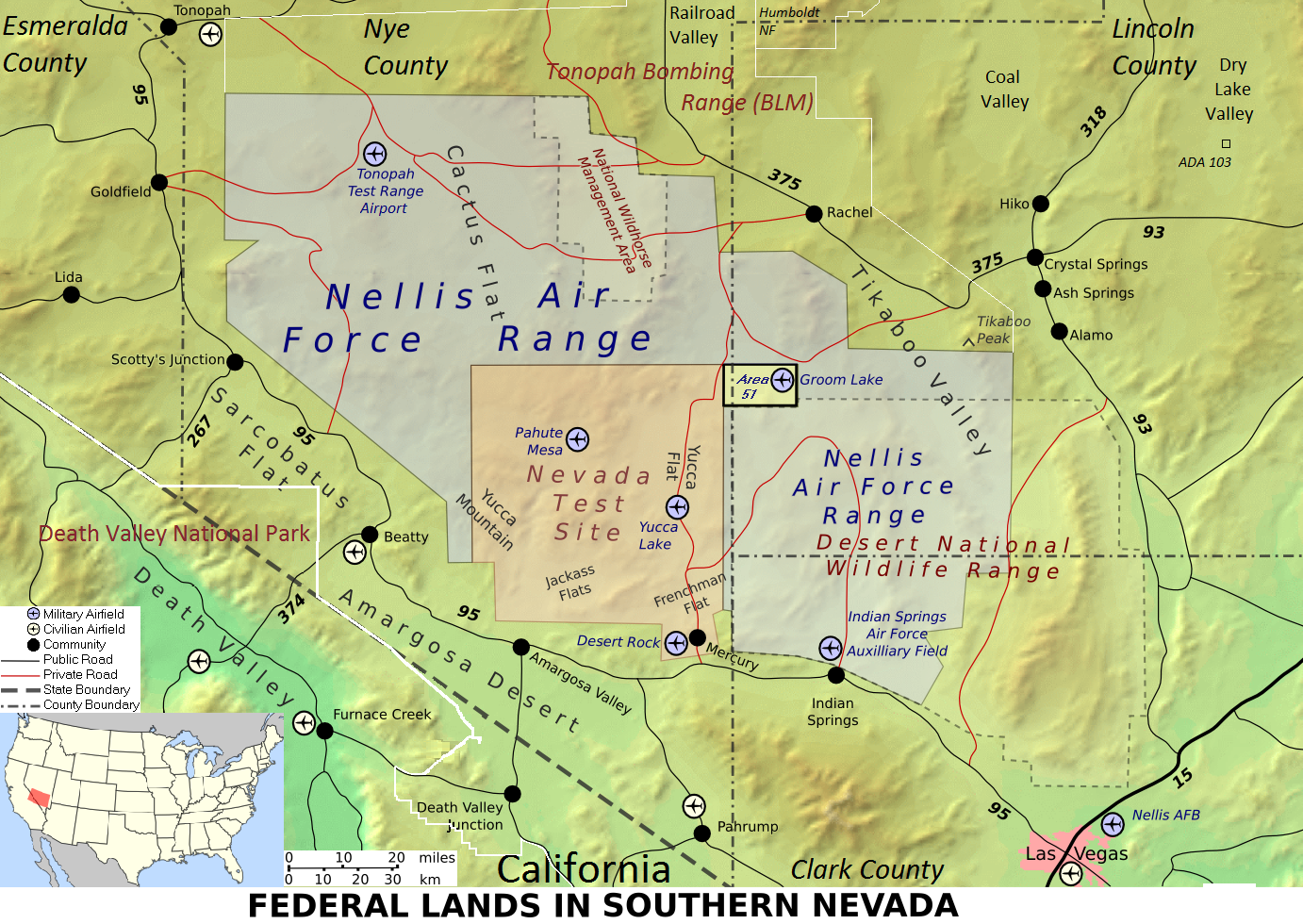
ネバダ州南部のネリス空軍基地、ネリス試験訓練場、及びその他政府管理の土地を示した地図

ネリス試験訓練場（ネリスしけんくんれんじょう、NTTR：Nevada Test and Training Range）は、アメリカ合衆国ネバダ州南部の砂漠地帯に位置するアメリカ空軍の訓練施設である。ここはアメリカ合衆国内で最大の訓練施設であり（面積は12,139km2）、アメリカ空軍の空軍戦闘センター第98演習場航空団により管理されている。ネリス試験訓練場は、2001年に名称変更されたもので、以前の名称はネリス空軍射爆場 (Nellis Air Force Range, NAFR) であり、1940年に設置された。
ネリス射爆場は、アメリカ合衆国エネルギー省のネバダ核実験場に三方から囲んでいる(この2つの地域は、南ネバダの大部分にあたる)。またNTTRの管理施設は、NTTR南東のラスベガス近くにあるネリス空軍基地に置かれている。”国立野生馬保護区域”は完全に射爆場の中に包含されている。また射爆場東部の大部分は、”国立砂漠生物保護区域”と重なり合っている。
射爆場内の地形は、多くの小さな山地と砂漠地帯から構成されており、孤立した小さな湖も多数見られる。湖の1つである”グルーム湖”（射爆場の北端に位置している）は、空軍の秘密実験場で一般には”エリア51”として知られている地域にある。
少なくとも年に1回、NTTRは”レッドフラッグ”演習がNATOと合同で行われている。NTTRはまた”グリーンフラッグ”演習の実施場所でもあり、近接航空支援も含む地上部隊との連携演習が行われている。